# デリー持続可能な開発サミット
デリー持続可能な開発サミット（デリーじぞくかのうなかいはつサミット、英語: Delhi Sustainable Development Summit）は、毎年行われている首脳会議である。インド資源エネルギー研究所（TERI。ニューデリーにあり、ミレニアム開発目標（MDGs）に対応する組織）により設立された。 

## 概要
デリー持続可能な開発サミットは毎年開催され、その主催者テリー（TERI）は、ミレニアム開発目標（MDGs）に即したインドの調査・政策機関であり、2001年に設立された。 デリー持続可能な開発サミット（DSDS）は、世界中の研究者や活動家の注目を集めている。それは政府機関、ビジネス界、産業界、多国間援助機関、二国間援助機関、学術研究機関、市民社会に至る。
その成功によりTERIは世界持続可能な開発フォーラム（英語: World Sustainable Development Forum（WSDF））を設立し、DSDSと競わせながら、その会合および研究は全世界を扱い、環境および持続可能性の分析に参加して、世界的な産業開発の監視を目的とし、また、地域産業および地方行政に興味深い解決策の提供を目的とする。それらはMDGsに合致させている。

## 持続可能な開発リーダーシップ賞
2005年、TERIは「持続可能な開発リーダーシップ賞」（英語: Sustainable Development Leadership Award）を設立した。TERIは、DSDSの特別な催事として、世界各国の指導者に毎年授与している。
　　　
| 年     | 名前                             | 国籍       | 当時の役職                                       |
| ------ | -------------------------------- | ---------- | ------------------------------------------------ |
| 2005年 | 豊田章一郎                       | 日本       | トヨタ自動車取締役名誉会長                       |
| 2006年 | エルネスト・セディージョ         | メキシコ   | イェール大学グローバリゼーション研究センター所長 |
| 2007年 | アーノルド・シュワルツェネッガー | アメリカ   | カリフォルニア州知事                             |
| 2008年 | マウムーン・アブドル・ガユーム   | モルディブ | モルディブ大統領                                 |
| 2009年 | 潘基文                           | 韓国       | 国際連合事務総長                                 |
| 2010年 | 鳩山由紀夫                       | 日本       | 日本の首相                                       |